# مارك باركر (رائد أعمال)
مارك باركر (بالإنجليزية: Mark Parker)‏ هو رائد أعمال أمريكي، ولد في 1956 في ديكنسون ‏.

## وصلات خارجية
- مارك باركر على موقع مونزينجر (الألمانية)
- مارك باركر على موقع إن إن دي بي (الإنجليزية)